# Tanzanská hymna
Hymna Tanzanie je píseň „Mungu ibariki Afrika“. Jedná se o svahilskou verzi hymny „Nkosi Sikelel' iAfrika“. Píseň složili Enoch Sontonga a Joseph Parry v roce 1897. Hymna byla přijata roku 1961.
| „ | Originální text Mungu ibariki Afrika vabariki viongozi wake. Hekima umoja na amani hizi na nagao zetu. Afrika na watu wake. Ibariki Afrika. Tubariki watoto wa Afrika Mungu ibariki Tanzania dumisha uhuru na umoja wake kwa waume na watoto. Mungu ibariki Tanzania na watu wake. Ibariki Tanzania. Tubariki watoto wa Tanzania. | Český překlad Bože, požehnej Africe a požehnej jejím vůdcům. Moudrost a tento mír jsou naše dědictví. Afrika a její lid. Požehnej Africe. Požehnáváme dětem Afriky. Bože, požehnej Tanzanii zachovat svobodu a jednotu pro manželky, muže a děti. Bože, požehnej Tanzanii a jejímu lidu. Požehnej Tanzanii. Požehnáváme dětem Tanzanie. | “ |